# IJsland op het Eurovisiesongfestival 2022

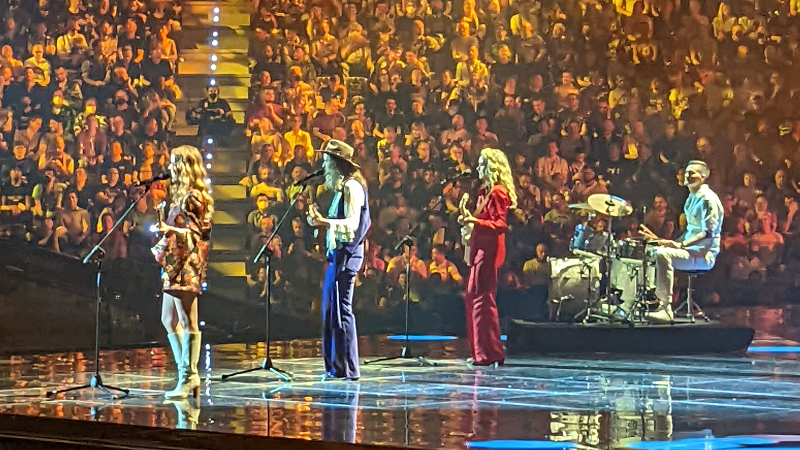
Systur tijdens de halve finale in Turijn.

IJsland nam deel aan het Eurovisiesongfestival 2022 in Turijn, Italië. Het was de 34ste deelname van het land aan het Eurovisiesongfestival. RUV was verantwoordelijk voor de IJslandse bijdrage voor de editie van 2022.

## Selectieprocedure
Söngvakeppnin deed opnieuw dienst als nationale voorronde.
Er streden tien acts voor het IJslandse ticket richting Rotterdam. Er werden twee halve finales georganiseerd, waarin telkens vijf artiesten het tegen elkaar opnamen. De televoters mochten telkens autonoom beslissen welke de twee artiesten waren die door mochten naar de finale. Na afloop van de halve finales deelde de vakjury nog een wildcard uit. In de grote finale traden aldus vijf artiesten aan. Zowel vakjury als publiek bepaalden eerst wie de twee superfinalisten waren. In die superfinale kregen de televoters een tweede keer de mogelijkheid om te stemmen, waarna de uitslag werd opgeteld bij het resultaat uit de eerste ronde. Elk nummer moest in de halve finale verplicht in het IJslands vertolkt worden. In de finale moesten de artiesten hun nummer zingen in de taal waarmee ze eventueel naar het Eurovisiesongfestival zouden trekken.
De shows werden uitgezonden vanuit een televisiestudio in Reykjavik. Uiteindelijk ging Systur met de zegepalm aan de haal.

## Söngvakeppnin 2022
|   | Arteist                | Lied               | Stemmen | Plaats | Resultaat     |
| - | ---------------------- | ------------------ | ------- | ------ | ------------- |
| 1 | Amarosis               | "Don’t You Know"   | 7,006   | 3      | Wildcard      |
| 2 | Stefán Óli             | "Ljósið"           | 7,017   | 2      | Finalist      |
| 3 | Haffi Haff             | "Gía"              | 4,828   | 5      | Uitgeschakeld |
| 4 | Stefanía Svavarsdóttir | "Hjartað mitt"     | 5,613   | 4      | Uitgeschakeld |
| 5 | Sigga, Beta and Elín   | "Með hækkandi sól" | 10,788  | 1      | Finalist      |

|   | Artiest                         | Lied            | Punten | Plaats | Resultaat     |
| - | ------------------------------- | --------------- | ------ | ------ | ------------- |
| 1 | Markéta Irglová                 | "Mögulegt"      | 3,251  | 4      | Uitgeschakeld |
| 2 | Suncity and Sanna               | "Hækkum í botn" | 4,170  | 3      | Uitgeschakeld |
| 3 | Daughters of Reykjavík          | "Tökum af stað" | 13,137 | 1      | Finalist      |
| 4 | Katla                           | "Þaðan af"      | 5,251  | 2      | Finalist      |
| 5 | Hanna Mia and The Astrotourists | "Séns með þér"  | 3,197  | 5      | Uitgeschakeld |

|   | Artiest              | Lied               | Jury   | Televoting | Totaal | Plaats | Resultaat     |
| - | -------------------- | ------------------ | ------ | ---------- | ------ | ------ | ------------- |
| 1 | Katla                | "Þaðan af"         | 15.031 | 5.972      | 21.003 | 5      | Uitgeschakeld |
| 2 | Amarosis             | "Don't You Know"   | 11.921 | 12.506     | 24.427 | 3      | Eliminated    |
| 3 | Reykjavíkurdætur     | "Turn This Around" | 19.437 | 26.320     | 45.757 | 1      | Superfinalist |
| 4 | Stefán Óli           | "Ljósið"           | 13.476 | 9.126      | 22.602 | 4      | Uitgeschakeld |
| 5 | Sigga, Beta and Elín | "Með hækkandi sól" | 18.141 | 24.083     | 42.224 | 2      | Superfinalist |

|         | Artiest                | Lied               | Stemmen | Stemmen | Stemmen | Plaats |
| Ronde 1 | Artiest                | Lied               | Ronde 2 | Totaal  |         | Plaats |
| ------- | ---------------------- | ------------------ | ------- | ------- | ------- | ------ |
| 1       | Daughters of Reykjavík | "Turn This Around" | 45,757  | 23,470  | 69,227  | 2      |
| 2       | Sigga, Beta and Elín   | "Með hækkandi sól" | 42,224  | 35,156  | 77,380  | 1      |

## In Turijn
IJsland trad aan in de eerste halve finale. Ze scoorden 103 punten, wat genoeg was voor een finaleplaats. In de grote finale zongen de zussen als 18de, na Griekenland en voor Moldavië. IJsland eindigde op de 23ste plaats met 20 punten. Ze kregen van zowel de televoting als de jury's 10 punten. 